# Diocesi di Arcadiopoli di Asia
La diocesi di Arcadiopoli di Asia (in latino Dioecesis Arcadiopolitana in Asia) è una sede soppressa del patriarcato di Costantinopoli e una sede titolare della Chiesa cattolica.

## Storia
Arcadiopoli, identificabile con Tire in Turchia, è un'antica sede episcopale della provincia romana di Asia nella diocesi civile omonima. Faceva parte del patriarcato di Costantinopoli ed era suffraganea dell'arcidiocesi di Efeso.
La diocesi è documentata nelle Notitiae Episcopatuum del patriarcato di Costantinopoli fino al XII secolo.
Diversi sono i vescovi noti di questa antica diocesi. Il primo è Alessandro, che prese parte al concilio di Efeso del 431. Geronzio non fu presente al concilio di Calcedonia del 451, ma nell'ultima sessione venne rappresentato dal suo metropolita, Stefano di Efeso, il quale firmò gli atti per Geronzio tramite Esperio di Pitane. Cristoforo partecipò al concilio di Costantinopoli del 553. Niceforo assistette al concilio di Nicea del 787. Simeone partecipò al concilio di Costantinopoli dell'879-880 che riabilitò il patriarca Fozio di Costantinopoli.
I nomi di due vescovi, Pietro e Giovanni I, sono noti in seguito alla scoperta dei loro sigilli vescovili, entrambe databili tra il X e l'XI secolo. Tra XII e XIII secolo sono noti altri due vescovi, che parteciparono ai sinodi celebrati dai metropoliti a Efeso: Michele nel 1167 e Giovanni II nel 1230.
Dal XVIII secolo Arcadiopoli di Asia è annoverata tra le sedi vescovili titolari della Chiesa cattolica; la sede è vacante dal 20 settembre 1977.

## Cronotassi

### Vescovi greci
- Alessandro † (menzionato nel 431)
- Geronzio † (menzionato nel 451)
- Cristoforo † (menzionato nel 553)
- Niceforo † (menzionato nel 787)
- Simeone † (menzionato nell'879)
- Pietro † (X-XI secolo)
- Giovanni I † (X-XI secolo)
- Michele † (menzionato nel 1167)[10]
- Giovanni II † (menzionato nel 1230)

### Vescovi titolari
Questa cronotassi potrebbe contenere vescovi di Arcadiopoli di Europa, perché nelle fonti citate le cronotassi delle due sedi non sono distinte.
- William Gifford, O.S.B. † (22 ottobre 1617 - 5 dicembre 1622 nominato arcivescovo di Reims)
- Miguel Pérez Cevallos † (21 gennaio 1660 - 2 ottobre 1681 deceduto)
- Friedrich Karl von Schönborn-Buchheim † (19 maggio 1710 - 30 gennaio 1729 succeduto vescovo di Bamberga)
- Giulio Nicola Torno † (7 dicembre 1744 - 1756 deceduto)
- Giovanni Pietro Galletti, O.S.B. † (22 agosto 1763 - 12 novembre 1775 deceduto)
- Maurycy Mateusz Wojakowski † (20 dicembre 1824 - 7 febbraio 1845 deceduto)
- Vincenzo Spaccapietra, C.M. † (19 novembre 1852 - 17 aprile 1855 nominato arcivescovo di Porto di Spagna)
- Henri-Marie Amanton † (10 marzo 1857 - 11 marzo 1865 nominato arcivescovo titolare di Teodosiopoli di Armenia)
- James Lynch, C.M. † (31 agosto 1866 - 5 marzo 1888 succeduto vescovo di Kildare e Leighlin)
- William Gordon † (28 dicembre 1889 - 16 giugno 1890 succeduto vescovo di Leeds)
- Emilio Alfonso Todisco Grande † (11 luglio 1892 - 12 giugno 1893 nominato vescovo di Nusco)
- Theophile Mayer, M.H.M. † (31 dicembre 1894 - 9 settembre 1900 deceduto)
- Célestin-Henri Joussard, O.M.I. † (11 maggio 1909 - 20 settembre 1932 deceduto)
- Basil Harry Losten † (15 marzo 1971 - 20 settembre 1977 nominato eparca di Stamford)